# Киликура
Киликура (шп. Quilicura) је општина у Чилеу. По подацима са пописа из 2002. године број становника у месту је био 125.999.

## Демографија
| 2002.   |
| ------- |
| 125.999 |